# Carl Nielsen (Komponist)

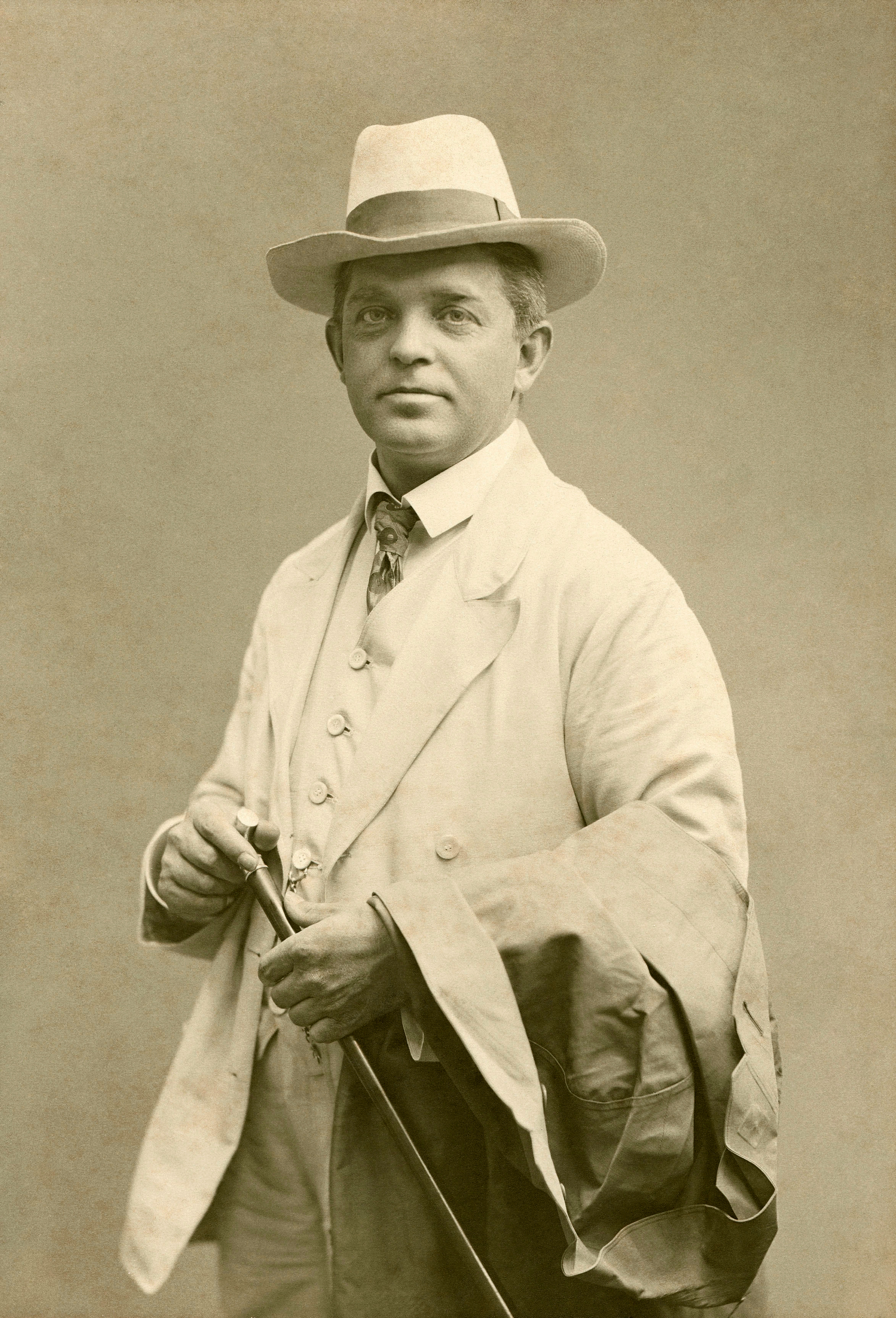
Carl Nielsen um 1908

Carl August Nielsen (* 9. Juni 1865 in Sortelung bei Nørre Lyndelse auf Fünen; † 3. Oktober 1931 in Kopenhagen) war ein dänischer Komponist und Dirigent.

## Leben
Carl Nielsen war das siebte von zwölf Kindern eines armen Anstreichers. Er erhielt achtjährig von seinem Vater und einem Lehrer im Ort Violinunterricht. Um eine Stelle im Militärorchester zu bekommen, lernte er Trompete und bekam dann auch mit 14 Jahren eine Stelle als Militärmusiker in Odense. Diese Kindheits- und Jugendjahre beschrieb er später in seinem autobiographischen Buch Min fynske barndom (Eine Kindheit auf Fünen) (1927).
1883 wurde ihm ein Studium in Kopenhagen ermöglicht. Er studierte am Königlichen Konservatorium im Hauptfach Violine, andere Fächer unter anderen bei Niels Wilhelm Gade und Johann Peter Emilius Hartmann. 1888 hatte er seinen ersten Erfolg als Komponist mit der Kleinen Suite für Streicher. 1889 erhielt er eine Stelle als Violinist am Königlichen Theater in Kopenhagen und konnte daneben durch ein Stipendium 1890 seine Studien in Deutschland fortsetzen.
1891 lernte Nielsen in Paris die Bildhauerin Anne Marie Brodersen kennen, die er im selben Jahr heiratete. Die Ehe hielt bis zu seinem Tod, durchlebte aber auch einige Krisen. 1892 entstand seine erste Sinfonie, 1898 der Hymnus Amoris, eine Liebeserklärung an seine Frau. 1902 debütierte Nielsen bei der Uraufführung seiner Oper Saul und David auch als Dirigent. Im selben Jahr wurde seine zweite Sinfonie Die vier Temperamente uraufgeführt.
1903 reiste er mit seiner Frau nach Griechenland, wo die Helios-Ouvertüre entstand. 1905 kündigte Nielsen seine Stelle als Violinist, wirkte aber als Dirigent bis 1914 am Königlichen Theater und danach beim Kopenhagener Musikverein. 1906 hatte die heitere Oper Maskerade, nach einer Komödie von Ludvig Holberg, Premiere. Sie wurde später zur „heimlichen Nationaloper“ Dänemarks. Doch erst die 1912 uraufgeführte dritte Sinfonie Sinfonia espansiva und sein Violinkonzert aus demselben Jahr brachten ihm größere Anerkennung, die nun auch ins Ausland reichte.
Während des Ersten Weltkriegs, als er die vierte Sinfonie Das Unauslöschliche schrieb, erlebte Nielsen berufliche und persönliche Krisen. Er überwand sie erst mit der fünften Sinfonie und der Kantate Frühling auf Fünen, einem in Dänemark sehr beliebten Werk, die beide 1922 uraufgeführt wurden. Im selben Jahr gab er mit den Komponistenkollegen Thorvald Aagaard, Thomas Laub und Oluf Ring das Liederbuch Folkehøjskolens Melodibog heraus. Ebenfalls 1922 schrieb Nielsen für fünf Musikerfreunde ein Bläserquintett, plante darüber hinaus sogar, für jeden ein Solokonzert zu komponieren. Entstanden sind nur zwei Werke, das Flötenkonzert (1926) und das Klarinettenkonzert (1928).
1925, zu seinem 60. Geburtstag, wurde Carl Nielsen wie ein Volksheld gefeiert. Er wurde zum Kommandeur 2. Klasse des Dannebrogordens ernannt.
Nielsens Auftritte als Dirigent im Ausland nahmen zu. In seinen späten Werken, wie den beiden Bläserkonzerten, der eigenwilligen sechsten Sinfonie (1925) und den Drei Klavierstücken op. 59 (1928), wurde Nielsens Tonsprache immer moderner. Sein letztes großes Werk war Commotio (1931), seine einzige größere Orgelkomposition. Am 3. Oktober 1931 starb Nielsen an Herzversagen.
Dem Komponisten wurde das Carl Nielsen Museum in Odense gewidmet. 2016 wurde ein Asteroid nach ihm benannt: (6058) Carlnielsen.

## Werke
Neben den Opusnummern wird auch eine Sortierung nach FS-Verzeichnis verwendet. Die Abkürzung steht für den von Dan Fog und Torben Schousboe im Jahr 1965 aufgelegten Werkekatalog. 2014 erschien online der Carl Nielsen Works Catalogue als erstes vollständiges Verzeichnis seiner Werke.
- Opern
  - Saul og David (Saul und David; 1898–1901; UA 1902; Text: Einar Christiansen)[4]
  - Maskarade (Maskerade; 1904–06; UA 1906; Text: Vilhelm Andersen, nach Ludvig Holbergs Schauspiel)
- Schauspielmusik
  - Aladdin (1918–19; Text: Adam Oehlenschläger)
  - Moderen (Die Mutter) op. 41 (1920; Text: Helge Rode)
  - Amor og Digteren (Amor und der Dichter) op. 54 (1930; Text: Sophus Michaëlis)
  - zahlreiche weitere Schauspielmusiken: En Aften paa Giske (Andreas Munch), Snefrid (Holger Drachmann), Hagbarth und Signe (Adam Oehlenschläger), Hr. Oluf han rider (Holger Drachmann), Tove (Ludvig Holstein), Willemoes (L. C. Nielsen), Ebbe Skammelsen (Harald Bergstedt).
- Sinfonien
  - Sinfonie Nr. 1 g-moll op. 7 (1890–92; UA 1894; Dauer: 30 Minuten; Sätze: Allegro orgoglioso; Andante; Allegro comodo – Andante sostenuto – Tempo I; Finale. Allegro con fuoco): Die Symphonie wird in Dänemark als Ausdruck nationaler Romantik verstanden, mit ihren arabeskenhaften Episoden und stilisierten Ornamenten steht sie aber auch im Zeichen ihrer Zeit, nämlich des aufkommenden Jugendstils. Sie ist ganz aus der Spannung zwischen Tradition und Progression heraus gestaltet. Dem Eröffnungsakkord des ersten Satzes im Orchestertutti (C-Dur) folgt die Vorstellung, im weiteren Verlauf die harmonisch konturierte Entwicklung des Hauptmotivs in g-moll. Eine einfache, aus sich selbst heraus erneuerte, den ganzen Satz überspannende Melodie im Sechsachteltakt, prägt den zweiten Satz. Für die progressive Tendenz des Werkes steht der dritte Satz. Reminiszenzen an vorangegangene Sätze prägen einen deutlichen Finaleffekt für den letzten Satz.[5][6]
  - Sinfonie Nr. 2 De fire Temperamenter (Die vier Temperamente) op. 16 (1901–02): Nach eigenen Schilderungen regte eine naiv bildliche Darstellung der vier menschlichen Temperamente Nielsen 1901 zu seiner 2. Symphonie „Die vier Temperamente“ an. Die Zweite ist thematisch prägnanter, zugleich dichter gearbeitet als die Erste. Der Kopfsatz Allegro collerico ist vom Dualismus des ungestüm aufbrausenden Hauptthemas und einem expressiven Seitengedanken bestimmt. Das Allegro commodo e flemmatico vermittelt mit seiner von kleinen, elementaren Intervallen geprägten Melodik den Eindruck pastoraler Idylle. Im Andante malincolico lotet Nielsen in großen Steigerungswellen und mit bis dahin unerreichter Intensität seelische Gefilde aus. Für einen Moment hält auch das Finale inne, wenn ein nach Moll eingedunkeltes Doppelfugato dieses ansonsten glutvoll vorwärtsstürmende Allegro sanguineo – Marziale unterbricht. Die Symphonie wurde 1902 in Kopenhagen uraufgeführt.[7]
  - Sinfonie Nr. 3 Sinfonia espansiva op. 27 (1910–11)
  - Sinfonie Nr. 4 Det Uudslukkelige (Das Unauslöschliche) op. 29 (1914–16)
  - Sinfonie Nr. 5 op. 50 (1921–22)
  - Sinfonie Nr. 6 Sinfonia semplice (1924–25): Der Titel Sinfonia semplice täuscht, denn die Einfachheit der Sechsten ist ebenso reflektiert wie komplex. So schlicht, fast kindlich naiv das Material etwa des Kopfsatzes Tempo giusto anmutet, seine Verarbeitung in Kanon oder Fugato ist äußerst kunstvoll, die Harmonik mit ihren Ausflügen in bi- und polytonale Gefilde höchst avanciert. Die Humoreske erinnert an die satirischen Frechheiten des jungen Schostakowitsch, etwa in den wüsten Posaunen-Glissandi, die schlichte homophone Passagen ironisch kommentieren. Fast, als wolle er diesem Treiben Einhalt gebieten, folgt als 3. Satz (Proposta seria. Adagio) ein ernsthafter Vorschlag in Form eines Fugato. Der formalen Strenge entspricht die instrumentatorische, die jedem Mischklang entgegenwirkt, die unterschiedlichsten Klangsphären als gleichwertig nebeneinanderstellt. Diesen Gestus der potentiellen Gleichheit allen Materials greift das Finale Tema con variazioni. Allegro auf. Fugato und Walzer, chromatischer Choral und Fanfare lösen einander ab, ehe die Coda all diese Momente überhöhend zusammenfasst. Die Symphonie wurde 1925 in Kopenhagen uraufgeführt.[7]

- Konzerte
  - Violinkonzert op. 33 (1911)
  - Flötenkonzert (1926–27)
  - Klarinettenkonzert op. 57 (1928)
- Weitere Orchesterwerke
  - Lille Suite/Kleine Suite für Streicher, a-Moll op. 1 (1887–88)
  - Symfonisk Rapsodi (Symphonische Rhapsodie). Erster Satz einer geplanten Symphonie, F-Dur, FS 7 (1888)
  - Helios. Ouvertüre op. 17 (1903)
  - Saga-Drøm (Sagatraum) op. 39 (1907–08)
  - Pan og Syrinx (Pan und Syrinx) op. 49 (1917–18)
  - En Fantasirejse til Færøerne (Eine Fantasiereise zu den Färöern). Rhapsodische Ouvertüre (1927)
  - Bøhmisk-dansk Folketone (Böhmisch-dänische Volksweise). Paraphrase für Streicher (1928)
- Kammermusik
  - Streichquartett Nr. 2 g-Moll op. 13 (1887–88; umgearbeitet 1897–98)
  - Streichquintett G-Dur (1888)
  - Zwei Fantasistykker für Oboe und Klavier op. 2 (1889)
  - Streichquartett Nr. 1, f-Moll op. 5 (1890)
  - Violinsonate (Nr. 1) A-Dur op. 9 (1895)
  - Streichquartett Nr. 3, Es-Dur op. 14 (1897–98)
  - Andante lamentoso Ved en ung kunstners baare (An der Bahre eines jungen Künstlers) für Streichquartett und Kontrabass (1910)
  - Violinsonate Nr. 2 op. 35 (1912)
  - Canto serioso für Horn und Klavier (1913)
  - Serenata in vano für Klarinette, Fagott, Horn, Violoncello und Kontrabass (1914)
  - Streichquartett Nr. 4 F-Dur op. 44 (1919; Umarbeitung des Streichquartetts Piacevolezza op. 19, 1906)
  - Bläserquintett op. 43 (1922)
  - Präludium und Thema mit Variationen für Violine solo op. 48 (1923)
  - Preludio e presto für Violine solo op. 52 (1927–28)
  - Allegretto F-Dur für zwei Blockflöten (1931)
- Klaviermusik
  - Fünf Klavierstücke op. 3 (1890)
  - Sinfonische Suite op. 8 (1894)
  - Humoreske Bagateller op. 11 (1894–97)
  - Chaconne op. 32 (1916)
  - Thema und Variationen op. 40 (1917)
  - Suite [Den Luciferiske] op. 45 (1919–20) „Artur Schnabel gewidmet“
  - Drei Klavierstücke op. 59 (1928)
  - Klavermusik for Smaa og Store (Klaviermusik für jung und alt) op. 53 (1930)
- Orgelmusik
  - 29 kleine Präludien op. 51 (1929)
  - Zwei [nachgelassene] Präludien (1930)
  - Commotio op. 58 (1931)
- Chorwerke
  - Hymnus amoris op. 12 (1896–97; Text: Axel Olrik, lateinisch v. Johan Ludvig Heiberg)
  - Søvnen (Der Schlaf) op. 18 (1903–04; Text: Johannes Jørgensen)
  - Kantate für den Jahrestag der Kopenhagener op. 24 (1908; Text: Niels Møller)
  - Fynsk foraar (Frühling auf Fünen) op. 42 (1921; Text: Aage Berntsen)
  - Drei Motetten, gemischter Chor a cappella op. 55 (1929)
  - zahlreiche weitere nicht veröffentlichte Kantaten sowie viele einzelne Chorstücke
- Lieder
  - Fünf Lieder (J. P. Jacobsen) op. 4 (1891)
  - Viser og Vers (J. P. Jacobsen) op. 6 (1891)
  - Sechs Lieder (Ludvig Holstein) op. 10 (1895–96)
  - Strophische Lieder op. 21, zwei Hefte (1902–07)
  - Psalmen und geistliche Gesänge (1913–18)
  - 20 dänische Lieder, vol. I (1914; in Zusammenarbeit mit Thomas Laub: „En Snes danske Viser“)
  - 20 dänische Lieder, vol. II (1914–17)
  - 20 volkstümliche Melodien (1917–21)
  - Vier volkstümliche Melodien (1922)
  - Balladen om Bjørnen (Almquist/Berntsen) op. 47 (1923)
  - Zehn kleine dänische Lieder (1923–24)
  - Vier jütländische Lieder (Anton Berntsen; 1924–25)
  - etwa 250 weitere Einzellieder